# Northampton (Massachusetts)
Northampton város az USA Massachusetts államában, Hampshire megyében, melynek megyeszékhelye is. Lakosainak száma 29 571 fő (2020. április 1.).

## Népesség
A település népességének változása:

| 2010 | 28 549 |
| 2020 | 29 571 |